# 12ª edizione dei Directors Guild of America Award
La 12ª edizione dei Directors Guild of America Award si è tenuta nel corso del 1960 e ha premiato il migliore regista cinematografico e televisivo del 1959.

## Cinema
- William Wyler – Ben-Hur
- Charles Barton – Geremia, cane e spia (The Shaggy Dog)
- Frank Capra – Un uomo da vendere (A Hole in the Head)
- Richard Fleischer – Frenesia del delitto (Compulsion)
- John Ford – Soldati a cavallo (The Horse Soldiers)
- Howard Hawks – Rio Bravo (Rio Grande)
- Alfred Hitchcock – Intrigo internazionale (North by Northwest)
- Leo McCarey – Missili in giardino (Rally 'Round the Flag, Boys!)
- Otto Preminger – Anatomia di un omicidio (Anatomy of a Murder)
- Douglas Sirk – Lo specchio della vita (Imitation of Life)
- George Stevens – Il diario di Anna Frank (The Diary of Anne Frank)
- Billy Wilder – A qualcuno piace caldo (Some Like It Hot)
- Fred Zinnemann – La storia di una monaca (The Nun's Story)

## Televisione
- Phil Karlson – Gli intoccabili (The Untouchables) per l'episodio pilota
- John Brahm – Ai confini della realtà (The Twilight Zone) per l'episodio Tempo di leggere (Time Enough at Last)
- Robert Florey – Westinghouse Desilu Playhouse per l'episodio The Innocent Assassin
- Tay Garnett – Gli intoccabili (The Untouchables) per l'episodio The Jake Lingle Killing
- Christian Nyby – Carovane verso il West (Wagon Train) per l'episodio The Jenny Tannen Story
- Don Weis – General Electric Theater per l'episodio Survival

## Premi speciali

### Premio D.W. Griffith
- George Stevens